# Lost (T)apes
Lost (T)apes ist das sechste Album der deutschen Rockband Guano Apes. Es ist auch als Doppel-CD mit den Titeln von Planet of the Apes als The Best & The Lost Tapes erhältlich. Zu hören sind Songs aus der Anfangszeit der Guano Apes aus den Jahren 1994 und 1995. In Deutschland erreichte das Album Platz 75 der Albumcharts. Der Albumtitel ist doppeldeutig, da er übersetzt zwar Untergegangene Aufnahmen bedeutet (was es ja auch beinhaltet), jedoch ist das T im Wort Tapes beim Originaltitel in Klammern gesetzt, um mit den übrigen Buchstaben Apes wiederum eine Anspielung auf den Namen der Gruppe zu ergeben.

## Hintergrund
Das Album wurde als eine Art Abschiedsgeschenk für die Fans konzipiert mit Demoaufnahmen aus der Anfangszeit der Band. So enthält Lost (T)apes die recht holprig klingenden Ansätze des späteren Hits „Open Your Eyes“ und Urversionen weiterer bekannter Lieder, sowie unbekannte und bis dahin unveröffentlichte Musikstücke. Die ursprünglich in einem Jugendzentrum gemachten Demoaufnahmen wurden für die Veröffentlichung von Lost (T)apes nachbearbeitet, erreichen aber nicht die Qualität von Studioaufnahmen. Die bekannten Lieder der Band haben teilweise andere Namen oder einen anderen Textinhalt, als die später veröffentlichten Versionen.
Der Titel Wasserfliege war bis zu Lost (T)apes nicht auf einem Tonträger erschienen, wurde aber einige Zeit lang bei Liveauftritten als Opener gespielt.
Lost (T)apes erschien ebenfalls und unverändert am selben Veröffentlichungstag als Doppel-CD zusammen mit den Titeln von Planet of the Apes unter dem Titel The Best and the Lost (T)Apes.

## Titelliste
| Nr. | Titel          | Spätere Bezeichnung | Min. |
| --- | -------------- | ------------------- | ---- |
| 1.  | Your Song      |                     | 2:29 |
| 2.  | Hanoi          | La Noix             | 2:07 |
| 3.  | Maria          |                     | 3:10 |
| 4.  | Diokhan        |                     | 2:42 |
| 5.  | Open Your Eyes |                     | 3:26 |
| 6.  | Get Busy       |                     | 2:50 |
| 7.  | Ignaz          | Suzie               | 2:34 |
| 8.  | Rain           |                     | 4:18 |
| 9.  | Wasserfliege   |                     | 3:30 |
| 10. | Come And Feel  |                     | 4:36 |
| 11. | Running Away   |                     | 3:39 |
| 12. | Dreamin‘       | Longplay            | 3:47 |

## Rezeption
Da es sich um die ersten Aufnahmen der Band handelt, klingen diese „ab und an recht grottig im Sound“, wie Alexander Cordas von laut.de anmerkt. Weiter sei der Sound teilweise mit künstlich und unharmonisch klingenden Breaks und Tempowechsel „verhunzt“ worden. Cordas beschreibt die Aufnahmen dennoch als beachtlich, da zum damaligen Zeitpunkt wahrscheinlich keine finanziellen Mittel zur Verfügung standen, um vernünftige Aufnahmen zu machen. Nicolas Freund von metalnews.de ist der Ansicht, dass Lost (T)apes für Hardcore-Fans oder Nostalgiker geeignet sei, sich alle anderen aber die regulären Studioalben anhören sollten, da die unveröffentlichten Aufnahmen im Durchschnitt keine Albenqualität erreichen würden. Weiterhin sei es dennoch interessant, da sich die Entwicklung der einzelnen Lieder beobachten lasse.